# Алајанс (Охајо)
Алајанс (енгл. Alliance) град је у америчкој савезној држави Охајо.

## Демографија
По попису из 2010. године број становника је 22.322, што је 931 (-4,0%) становника мање него 2000. године.
| Група             | 2000.          | 2010.          |
| Белци             | 19.730 (84,8%) | 18.651 (83,6%) |
| Афроамериканци    | 2.602 (11,2%)  | 2.333 (10,5%)  |
| Азијати           | 180 (0,8%)     | 168 (0,8%)     |
| Хиспаноамериканци | 271 (1,2%)     | 418 (1,9%)     |
| Укупно            | 23.253         | 22.322         |